# Гнездовковые
Гнездо́вковые (лат. Nidulariaceae) — семейство грибов, входящее в порядок Агариковые (Agaricales).

## Описание
Плодовые тела гастероидные, обычно многочисленные, но не сросшиеся, сначала шаровидной, затем чашевидной формы, небольшие, 0,5—1,5 см в диаметре, 0,4—0,8 см в высоту. Глеба состоит из одной или нескольких, отделённых друг от друга перидиолей, внешне напоминающих птичьи яйца. Перидиолы у родов Nidula и Nidularia коричневого цвета, у Cyathus они чёрные, а у Crucibulum чёрные передиолы покрыты белой оболочкой. Базидии четырёх- или восьмиспоровые, споры нередко довольно крупные, гиалиновые, цилиндрической или эллиптической формы, с гладкой поверхностью.

## Экология
Представители семейства — космополиты, большей частью сапротрофы, получающие нужные вещества из растительных остатков.

## Таксономия

### Синонимы
- Cyathaceae Viégas, 1945, nom. inval.

### Роды
- Crucibulum Tul. & C. Tul., 1844 — Круцибулюм
- Cyathus Haller, 1768 — Бокальчик, или Циатус
- Nidula V.S. White 1902
- Nidularia Fr. & Nordholm, 1817 — Гнездовка